# Відштовхування плечем
«Відштовхування плечем» — умовна назва прийому, що його застосовують в ендшпілі, коли король не пускає на якесь важливе поле короля супротивника. 
Прикладом є закінчення партії І. Майзелис, 1921,  Шлагс — Ауес (Берлін, 1921), 
|   | a                                                                     | b                                                                     | c                                                                     | d                                                                     | e                                                                     | f                                                                     | g                                                                     | h                                                                     |   |
| 8 | a7 чорний пішак · f7 білий король · a6 білий пішак · b2 чорний король | a7 чорний пішак · f7 білий король · a6 білий пішак · b2 чорний король | a7 чорний пішак · f7 білий король · a6 білий пішак · b2 чорний король | a7 чорний пішак · f7 білий король · a6 білий пішак · b2 чорний король | a7 чорний пішак · f7 білий король · a6 білий пішак · b2 чорний король | a7 чорний пішак · f7 білий король · a6 білий пішак · b2 чорний король | a7 чорний пішак · f7 білий король · a6 білий пішак · b2 чорний король | a7 чорний пішак · f7 білий король · a6 білий пішак · b2 чорний король | 8 |
| 7 | a7 чорний пішак · f7 білий король · a6 білий пішак · b2 чорний король | a7 чорний пішак · f7 білий король · a6 білий пішак · b2 чорний король | a7 чорний пішак · f7 білий король · a6 білий пішак · b2 чорний король | a7 чорний пішак · f7 білий король · a6 білий пішак · b2 чорний король | a7 чорний пішак · f7 білий король · a6 білий пішак · b2 чорний король | a7 чорний пішак · f7 білий король · a6 білий пішак · b2 чорний король | a7 чорний пішак · f7 білий король · a6 білий пішак · b2 чорний король | a7 чорний пішак · f7 білий король · a6 білий пішак · b2 чорний король | 7 |
| 6 | a7 чорний пішак · f7 білий король · a6 білий пішак · b2 чорний король | a7 чорний пішак · f7 білий король · a6 білий пішак · b2 чорний король | a7 чорний пішак · f7 білий король · a6 білий пішак · b2 чорний король | a7 чорний пішак · f7 білий король · a6 білий пішак · b2 чорний король | a7 чорний пішак · f7 білий король · a6 білий пішак · b2 чорний король | a7 чорний пішак · f7 білий король · a6 білий пішак · b2 чорний король | a7 чорний пішак · f7 білий король · a6 білий пішак · b2 чорний король | a7 чорний пішак · f7 білий король · a6 білий пішак · b2 чорний король | 6 |
| 5 | a7 чорний пішак · f7 білий король · a6 білий пішак · b2 чорний король | a7 чорний пішак · f7 білий король · a6 білий пішак · b2 чорний король | a7 чорний пішак · f7 білий король · a6 білий пішак · b2 чорний король | a7 чорний пішак · f7 білий король · a6 білий пішак · b2 чорний король | a7 чорний пішак · f7 білий король · a6 білий пішак · b2 чорний король | a7 чорний пішак · f7 білий король · a6 білий пішак · b2 чорний король | a7 чорний пішак · f7 білий король · a6 білий пішак · b2 чорний король | a7 чорний пішак · f7 білий король · a6 білий пішак · b2 чорний король | 5 |
| 4 | a7 чорний пішак · f7 білий король · a6 білий пішак · b2 чорний король | a7 чорний пішак · f7 білий король · a6 білий пішак · b2 чорний король | a7 чорний пішак · f7 білий король · a6 білий пішак · b2 чорний король | a7 чорний пішак · f7 білий король · a6 білий пішак · b2 чорний король | a7 чорний пішак · f7 білий король · a6 білий пішак · b2 чорний король | a7 чорний пішак · f7 білий король · a6 білий пішак · b2 чорний король | a7 чорний пішак · f7 білий король · a6 білий пішак · b2 чорний король | a7 чорний пішак · f7 білий король · a6 білий пішак · b2 чорний король | 4 |
| 3 | a7 чорний пішак · f7 білий король · a6 білий пішак · b2 чорний король | a7 чорний пішак · f7 білий король · a6 білий пішак · b2 чорний король | a7 чорний пішак · f7 білий король · a6 білий пішак · b2 чорний король | a7 чорний пішак · f7 білий король · a6 білий пішак · b2 чорний король | a7 чорний пішак · f7 білий король · a6 білий пішак · b2 чорний король | a7 чорний пішак · f7 білий король · a6 білий пішак · b2 чорний король | a7 чорний пішак · f7 білий король · a6 білий пішак · b2 чорний король | a7 чорний пішак · f7 білий король · a6 білий пішак · b2 чорний король | 3 |
| 2 | a7 чорний пішак · f7 білий король · a6 білий пішак · b2 чорний король | a7 чорний пішак · f7 білий король · a6 білий пішак · b2 чорний король | a7 чорний пішак · f7 білий король · a6 білий пішак · b2 чорний король | a7 чорний пішак · f7 білий король · a6 білий пішак · b2 чорний король | a7 чорний пішак · f7 білий король · a6 білий пішак · b2 чорний король | a7 чорний пішак · f7 білий король · a6 білий пішак · b2 чорний король | a7 чорний пішак · f7 білий король · a6 білий пішак · b2 чорний король | a7 чорний пішак · f7 білий король · a6 білий пішак · b2 чорний король | 2 |
| 1 | a7 чорний пішак · f7 білий король · a6 білий пішак · b2 чорний король | a7 чорний пішак · f7 білий король · a6 білий пішак · b2 чорний король | a7 чорний пішак · f7 білий король · a6 білий пішак · b2 чорний король | a7 чорний пішак · f7 білий король · a6 білий пішак · b2 чорний король | a7 чорний пішак · f7 білий король · a6 білий пішак · b2 чорний король | a7 чорний пішак · f7 білий король · a6 білий пішак · b2 чорний король | a7 чорний пішак · f7 білий король · a6 білий пішак · b2 чорний король | a7 чорний пішак · f7 білий король · a6 білий пішак · b2 чорний король | 1 |
|   | a                                                                     | b                                                                     | c                                                                     | d                                                                     | e                                                                     | f                                                                     | g                                                                     | h                                                                     |   |

Після 1. Кре6  Крc3 
 2. Крd6?  Крd4 
 3. Крc7  Кре5   гра закінчилась у нічию.
Однак, якби білі зіграли  
2. Крd5! («відштовхуючи плечем» короля супротивника), то вони могли б виграти.Чорний король повинен відійти і вже не встигає вчасно до поля с7
2...   Kpb4
3. Kpc6  Kpa5
4. Kpb7  Kpb5
5. Kpa7  Kpc6
6. Kpb8 і білий пішак проходить у ферзі.
Цей маневр одержав назву "відштовхування плечем".